# British World Airlines
British World Airlines war eine britische Fluggesellschaft, die am 1. Januar 1963 unter dem Namen British United Air Ferries (BUAF) gegründet wurde.

## Geschichte

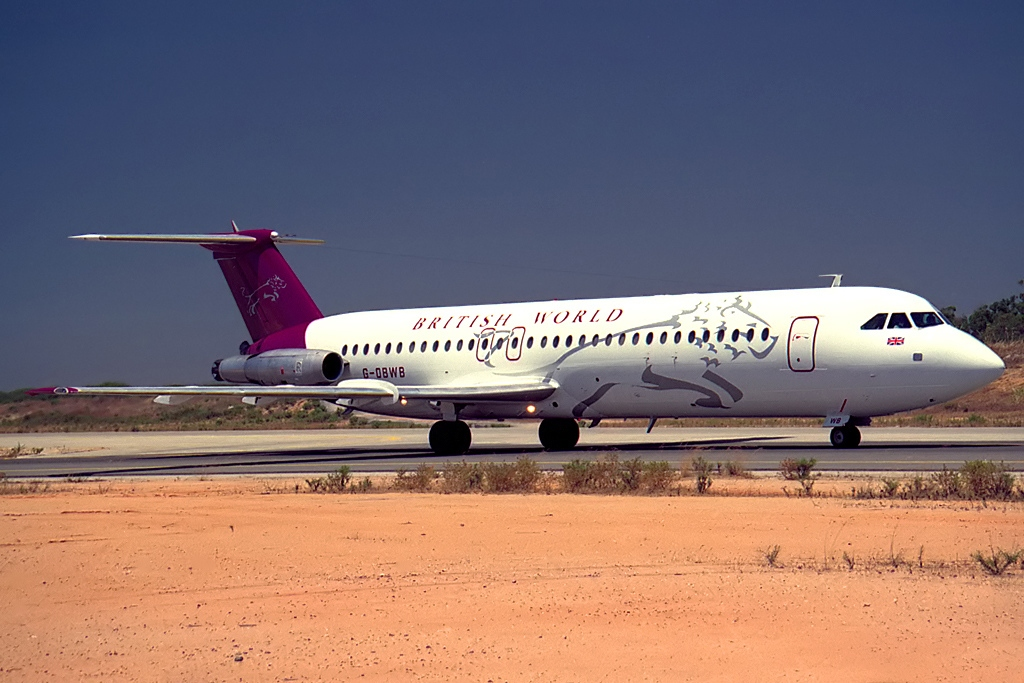
Eine BAC 1-11 der British World Airlines

British United Air Ferries (BUAF) entstand aus einer Fusion der Gesellschaften Channel Air Bridge, gegründet 1959, und der Silver City Airways, die am 25. November 1946 gegründet worden war und von Lydd unter anderem nach Le Touquet flog. Im September 1967 erfolgte eine Umbenennung in British Air Ferries (BAF).
Dieser Name spiegelt das wider, wofür die Fluggesellschaft berühmt wurde. Sie bot mit Flugzeugen der Typen ATL-98 Carvair und Bristol 170 Fährdienste über den Ärmelkanal an. Die Autos wurden durch die große Fronttüre dieser Flugzeuge geladen. Strecken mit diesem Service gab es auf die Kanalinseln, nach Frankreich, Belgien, in die Niederlande und die Schweiz.
Im Jahr 1972 wurde die Gesellschaft von der Transmeridian Air Cargo erworben, wobei sie jedoch ihre Corporate Identity behalten durfte und relativ autonom ihre Geschäfte tätigen konnte. Anfang der 1980er-Jahre erwarb BAF die gesamte Flotte von Vickers Viscount der British Airways, wodurch sie zum größten Betreiber des Typs zu dieser Zeit wurde. Der weltweit letzte Passagierflug einer Viscount fand am 18. April 1996 statt.
Im Jahre 1988 erhielten die Flugzeuge eine neugestaltete Bemalung, welche aber nicht lange Bestand hatte.
Im Jahr 1992 erwarb BAF acht Flugzeuge des Typs BAC 1-11 aus Beständen der Konkurs gegangenen Dan-Air und firmierte ab April 1993 unter dem endgültigen Namen British World Airlines, den die Gesellschaft bis zu ihrem Konkurs und ihrer Betriebseinstellung am 13. Dezember 2001 behielt. Der Name wurde nach dem Konkurs von der Firma BWA Group plc. übernommen. Allerdings wurde die EU-weite Betriebserlaubnis am 21. März 2002 entzogen. Ehemalige Mitarbeiter der British World Airlines gründeten zeitgleich die Fluggesellschaft Astraeus.

## Flotte

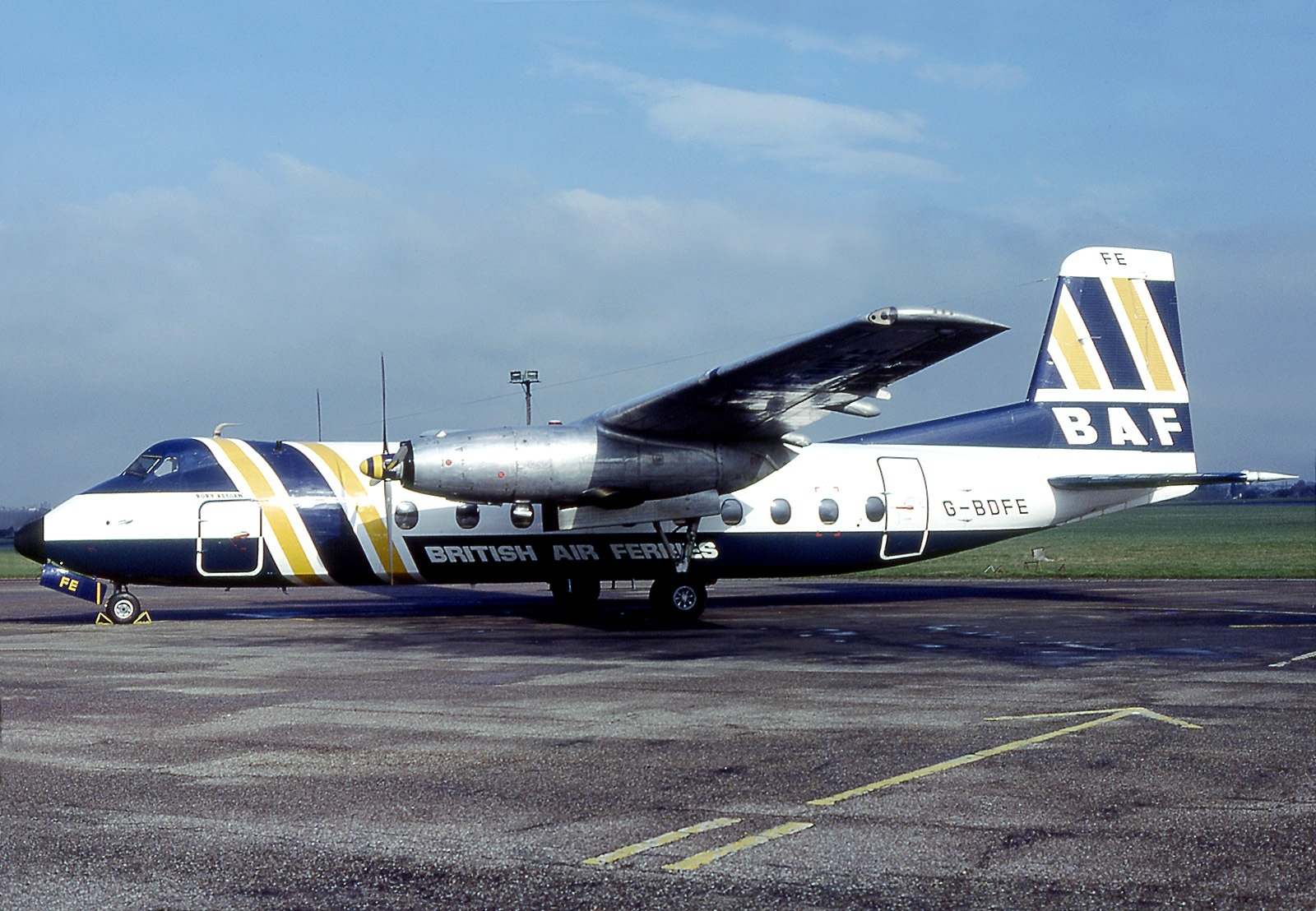
Eine Handley Page Herald der British Air Ferries

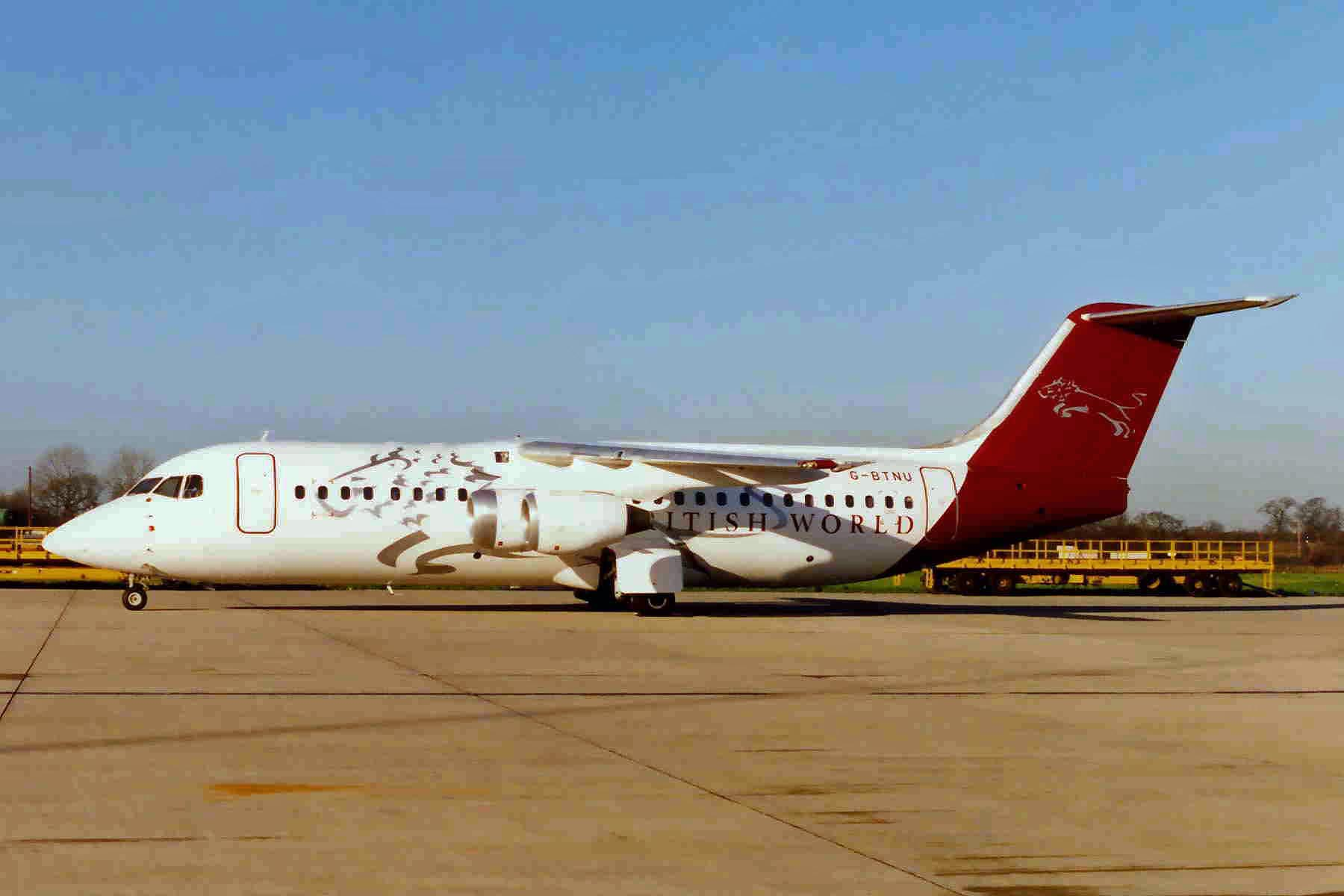
Eine BAe 146-300 der British World Airlines

### Flotte, Stand: 1997
- 2 ATR 72
- 5 BAC 1-11
- 1 BAe 146-300
- 8 Vickers Viscount 800

### Zuvor eingesetzte Flugzeuge
Darüber hinaus betrieb die Gesellschaft u. a. folgende Flugzeugtypen:
- ATL-98 Carvair
- BAe 146-200
- BAe ATP
- Bristol 170
- Canadair CL-44
- Douglas DC-4
- Handley Page Herald

## Zwischenfälle

### Zwischenfälle der Silver City Airways

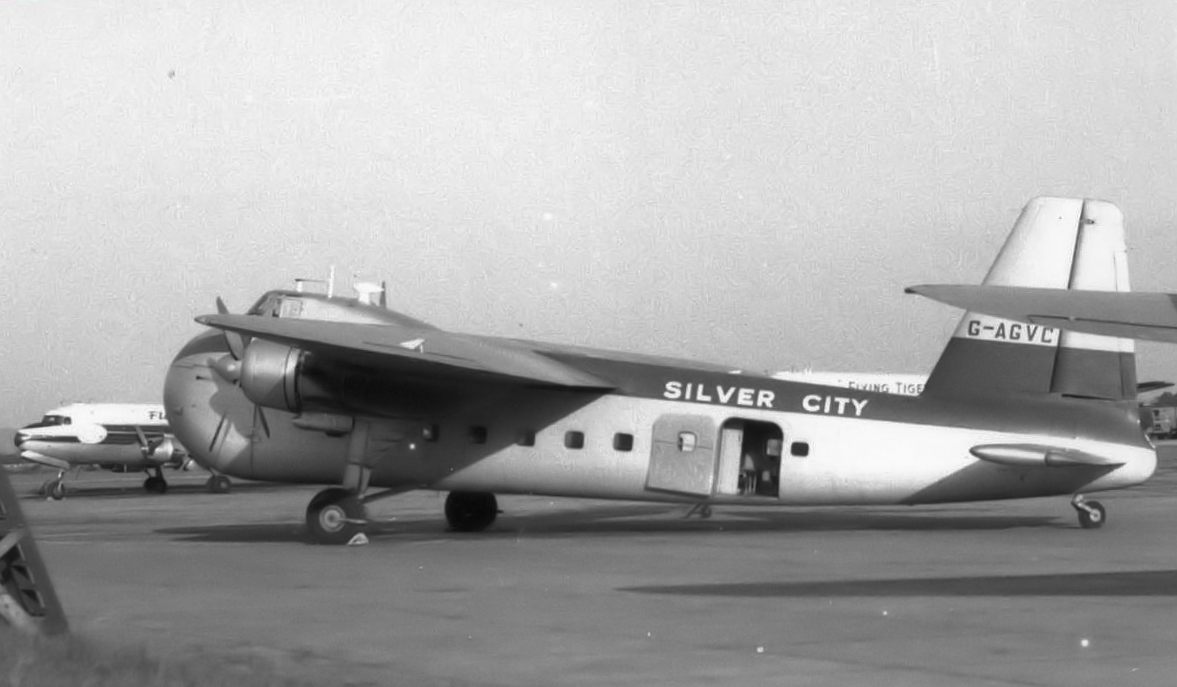
Eine Bristol 170 der Silver City Airways, ähnlich der drei verunglückten Maschinen

- Am 19. Januar 1953 ging auf einer Bristol 170 Mk.21 der Silver City Airways (Luftfahrzeugkennzeichen G-AICM) der Treibstoff aus. Da eine Landung auf dem Zielflughafen Berlin-Tempelhof wegen Nebels nicht möglich war, kam es zur Bruchlandung in der Nähe. Beide Piloten überlebten den Totalschaden, der auf Grund mangelnder Treibstoffreserven zustande kam.[6][7]

- Am 27. Februar 1958 befand sich eine von der Tochtergesellschaft Manx Airlines gemietete Bristol 170 Mk.21E (G-AICS) auf einem Charterflug vom Flughafen Ronaldsway nach Manchester, als es zu einem Controlled flight into terrain (CFIT) kam. Das Flugzeug war von der Muttergesellschaft Silver City Airways gemietet.[8] Da am Radiokompass ein falsches NDB-Funkfeuer gewählt worden war, kam es zu einem Navigationsfehler, der dazu führte, dass die Maschine 35 Kilometer nordnordwestlich des Zielflughafens Manchester in den 450 Meter hohen Hügel Winter Hill geflogen wurde. Von den 42 Insassen wurden 35 Passagiere getötet; 4 Passagiere und die 3 Besatzungsmitglieder überlebten. Dies war der zweitschwerste Unfall einer Bristol 170, gemessen an der Anzahl der Todesopfer.[9][10][11]

- Am 30. Juni 1962 brach an einer Bristol 170 Mk.21 der Silver City Airways (G-AGVC) bei der Landung auf dem Flughafen Ronaldsway das Fahrwerk zusammen. Die Maschine wurde irreparabel beschädigt, die Insassen blieb unverletzt. (Anmerkung: In der Quelle Aviation Safety Network wird der Betreiber fälschlich als „Manx Airlines“ bezeichnet.)[12][13]

### Zwischenfälle der Channel Air Bridge
- Am 28. Dezember 1962 wurde mit einer aus Southend kommenden Aviation Traders ATL-98 der Channel Air Bridge (G-ARSF) bei schlechter Sicht und Schneefall ein Sichtanflug auf den Flughafen Rotterdam durchgeführt. Auf Grund eines zu steilen Anflugs kollidierte das Flugzeug 240 Meter vor der Landebahn mit einem zwei Meter hohen Damm, sprang wieder hoch und schlug dann 70 Meter weiter sehr heftig erneut auf. Dabei riss die rechte Tragfläche ab, woraufhin die Maschine sich nach rechts auf den Rücken drehte und noch rund 200 Meter weiter rutschte. Der Kapitän wurde getötet, die anderen 3 Besatzungsmitglieder sowie die 14 Passagiere überlebten.[14][15]

### Zwischenfälle der British United Air Ferries (BUAF)

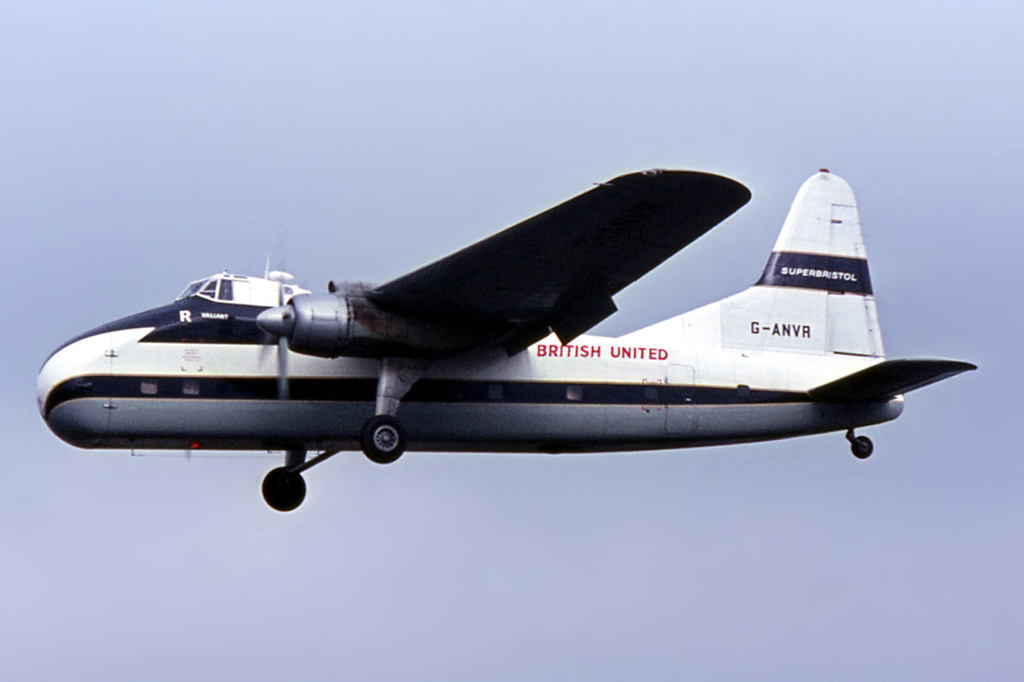
Eine Bristol 170 der British United Air Ferries, ähnlich der 1963 verunglückten Maschine

- Am 24. September 1963 kam es mit einer Bristol 170 Mk.32 der British United Air Ferries (G-AMWA) beim Start vom Flughafen Guernsey zu einer Triebwerksstörung. Die Maschine sollte nach Bournemouth fliegen und beförderte überwiegend Fracht und einen Pkw. Der Start wurde bei einer Geschwindigkeit von etwa 80 Knoten abgebrochen. Als die Piloten erkannten, dass die verbleibende Startbahnlänge nicht mehr ausreichen und es zu einer Kollision mit Hindernissen kommen würde, steuerten sie das Flugzeug nach links, woraufhin die Maschine kurz abhob, dann durch einen Zaun und über eine Straße rollte und schließlich 200 bis 400 Meter hinter dem Startbahnende zum Stehen kam. Alle drei Besatzungsmitglieder und der einzige Passagier überlebten, das Flugzeug war jedoch schrottreif.[16][17]

### Zwischenfälle der British Air Ferries (BAF)

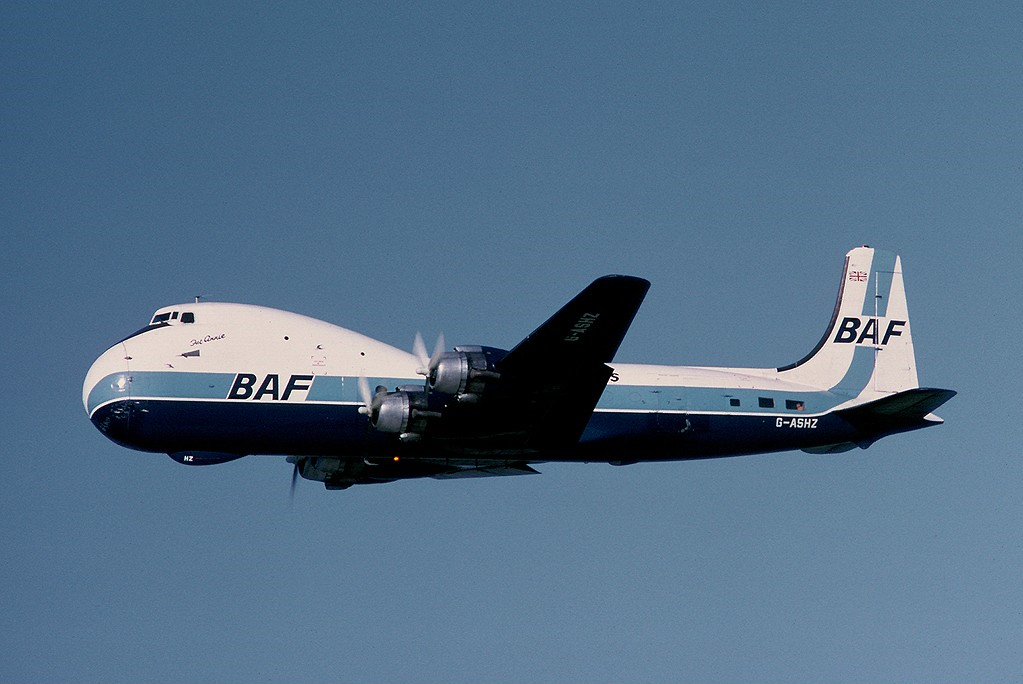
Eine ATL-98 Carvair der British Air Ferries, baugleich mit der 1971 verunglückten Maschine

- Am 18. März 1971 brach an einer aus Southend kommenden Aviation Traders ATL-98 Carvair der British Air Ferries (BAF) (G-APNH) bei einer Seitenwindlandung auf dem Flughafen Le Touquet das Bugfahrwerk zusammen. Alle 18 Insassen überlebten den Unfall. Eine Reparatur der Maschine wäre jedoch unwirtschaftlich gewesen.[18]

- Am 11. Januar 1988 wurde eine geparkte Vickers Viscount 806 der British Air Ferries (BAF) (G-APIM) auf dem Flughafen Southend (Vereinigtes Königreich) von der Short 330 G-BHWT der ebenfalls britischen Fairflight Charters gerammt, die gerade zur Startbahn rollte, als ihre Bugradsteuerung ausfiel. Dieses Flugzeug hatte schon länger Probleme mit dem Hydrauliksystem und war außerdem lange Zeit ohne jede Wartung im Freien geparkt gewesen. Alle Insassen beider Maschinen blieben unverletzt, allerdings wurden auch beide Flugzeuge irreparabel beschädigt.[19][20]

### Zwischenfälle der British World Airlines

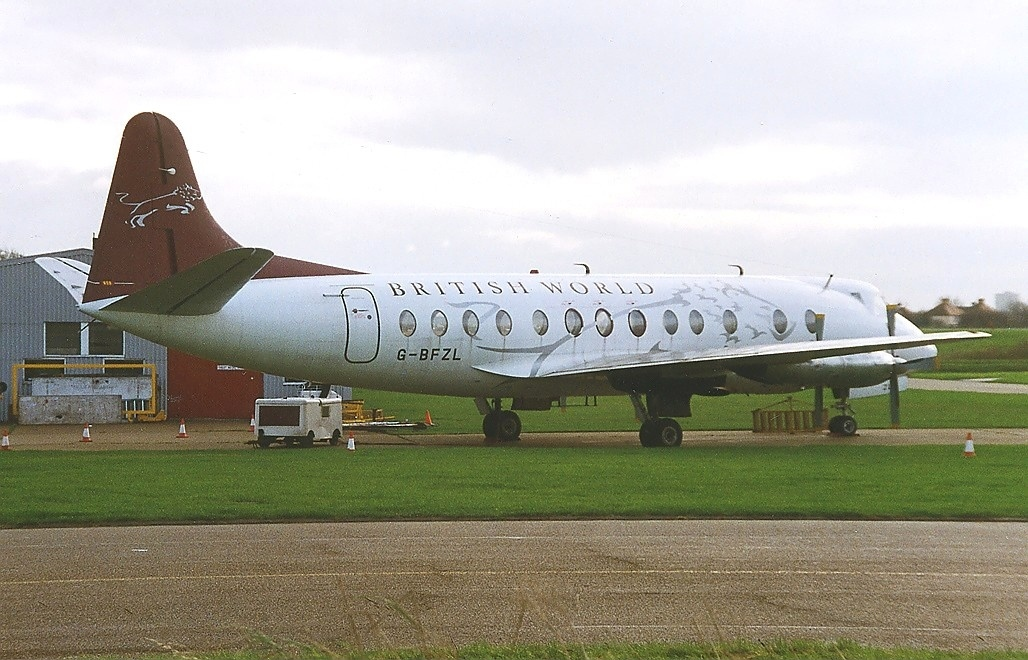
Eine Vickers Viscount der British United Air Ferries, ähnlich der 1994 und 1996 verunglückten Maschinen

- Am 25. Februar 1994 fielen bei einer Vickers Viscount 813 der British World Airlines (G-OHOT) auf einem Frachtflug von Edinburgh nach Coventry nacheinander die Triebwerke 2, 3 und 4 wegen starker Vereisung aus, gefolgt von einem weitgehenden Ausfall der Elektrik. Der Versuch einer Notlandung in Birmingham misslang, da die Maschine etwa 50 Kilometer nördlich davon Bodenberührung bekam und zerbrach. Der Flugkapitän wurde getötet (siehe auch British-World-Airlines-Flug 4272).[21]

- Am 24. März 1996 vergaßen die Piloten einer Vickers Viscount 808C der British World Airlines (G-OPFE) auf einem nächtlichen Trainingsflug am Flughafen Belfast International (Aldergrove) (Nordirland), vor der Landung das Fahrwerk auszufahren. Das unvermeidliche Resultat war eine Bauchlandung, bei der das Flugzeug irreparabel beschädigt wurde. Beide Piloten, die einzigen Insassen, überlebten unverletzt.[22]